# Le Roi des imposteurs
Pour plus de détails, voir Fiche technique et Distribution.
Le Roi des imposteurs (titre original : The Great Impostor) est un film américain réalisé par Robert Mulligan, sorti en 1961.

## Synopsis
La vie de l'imposteur notoire Ferdinand Waldo Demara...

## Fiche technique
- Titre original : The Great Impostor
- Réalisateur :	Robert Mulligan
- Rédigé par :	Robert Crichton (roman)
- Scénario : Liam O'Brien (en)
- Chef-opérateur : Robert Burks
- Musique de Henry Mancini
- Montage : Frederic Knudtson
- Décors : Julia Heron
- Date de sortie aux États-Unis : 3 février 1961
- Durée : 113 min
- Production : Universal Pictures

## Distribution
- Tony Curtis (VF : Hubert Noël) : Ferdinand Waldo Demara
- Frank Gorshin (VF : Philippe Dumat) : Barney
- Gary Merrill : Pa Demara
- Edmond O'Brien (VF : Yves Furet) : Capitaine Glover
- Joan Blackman : Lieutenant Catherine Lacey
- Arthur O'Connell (VF : Gérard Férat) : Warden J. B. Chandler
- Robert Middleton (VF : Jean Violette) : R. C. Brown
- Karl Malden : Père Devlin
- Raymond Massey (VF : Guy Decomble) : Abbott Donner
- Jeanette Nolan : Ma Demara
- Sue Ane Langdon : Eulalie
- Larry Gates (VF : Yves Brainville) : le Cardinal
- Dick Sargent : Hotchkiss
- Philip Ahn (VF : Ky Duyen) : Capitaine Hun Kin
- Harry Carey Jr. (VF : Michel Gudin) : Docteur Joseph Mornay
- Cindi Wood (VF : Jeanine Freson) : le lieutenant WAC
- Doodles Weaver (VF : Pierre-Louis) : le fermier transportant de l'engrais
- Mike Kellin (VF : William Sabatier) : Clifford Thompson
- David White (VF : Georges Hubert) : Dr Robert Boyt Hammond
- Ward Ramsey (VF : Pierre Loray) : le lieutenant Howard
- Herbert Rudley (VF : Claude Bertrand) : le commandant de la marine royale canadienne, président de la commission d'enquête
- Jerry Paris (VF : Roland Ménard) : le lieutenant de la défense

### Acteurs non crédités
- Harry Townes (VF : Jean-François Laley) : Ben Stone
- Russ Conway (VF : Jacques Degor) : le sergent Wilkerson
- Frank Maxwell (VF : René Bériard) : le commandant Tirdell
- John Cliff (VF : Jacques Thébault) : le commandant de la marine américaine
- John Zaremba (VF : Lucien Bryonne) : le secrétaire du cardinal
- Charles Cane (VF : Marcel Painvin) : le shérif
- William Hudson (VF : Claude D'Yd) : un homme du FBI
- Don Wilbanks (VF : Michel François) : un homme du FBI
- Barbara Wooddell (VF : Renée Simonot) : la cheffe infirmière
- Wendell Holmes (VF : Jean-Henri Chambois) : le chirurgien commandant Winston
- Richard Gaines (VF : Jacques Mancier) : un fonctionnaire du département État
- Bob Hastings (VF : Claude D'Yd) : un fonctionnaire du département État